# Droga wojewódzka 937
Die Droga wojewódzka 937 (DW937) ist eine 21 Kilometer lange Droga wojewódzka (Woiwodschaftsstraße) in der Woiwodschaft Schlesien in Polen. Die Strecke im Powiat Cieszyński und der kreisfreien Stadt Jastrzębie-Zdrój (Bad Königsdorff-Jastrzemb) verbindet zwei weitere Woiwodschaftsstraßen.
Die DW937 verläuft in südöstlicher Richtung von Jastrzębie-Zdrój  nach Zebrzydowice (Seibersdorf). Von dort verläuft sie in Richtung Süden in Nähe der Grenze zu Tschechien. In Hażlach (Haslach) mündet sie in die Woiwodschaftsstraße DW938 ein.

## Streckenverlauf
Woiwodschaft Schlesien, kreisfreie Stadt Jastrzębie-Zdrój 
-  Jastrzębie-Zdrój (DW933)

Woiwodschaft Schlesien, Powiat Cieszyński
-  Zebrzydowice
-  Hażlach (DW938)